# Capellen
Capellen (luxemburgués: Capellen, alemán: Capellen) es una localidad del cantón de Capellen. El pueblo se encuentra a 12 km de la ciudad de Luxemburgo. En 2008 ésta tenía 1.319 habitantes.
Capellen el hogar de la Agencia de Adquisiciones y Apoyo de la OTAN (NSPA). 
La ciudad es el sitio de una de las seis oficinas regionales de la Policía del Gran Ducado. Un museo dedicado a la policía uniformes y accesorios, tanto nacionales como internacionales, se inauguró en la ciudad el 21 de junio de 2007.

## Historia
La ciudad fue construida sobre la Calzada romana que unía Tréveris (Alemania) con Reims (Francia). Hace varios años se encontró un hito romano al oeste de Capellen. Además, en 2002, junto a la Calzada Romana hacia el este , los restos de varios edificios romanos y los hornos de ladrillo fueron descubiertos, que se remontan al siglo IV.
La primera referencia a Capellen se encuentra en los registros parroquiales de Koerich de 1718, que establecen que cada los hogares que residen en Auf der Kappe , pronto será conocido como Cap. En 1722, un nuevo servicio de diligencia semanario de la ciudad de Luxemburgo a Bruselas pasa por Cap. La carretera que une la ciudad de Luxemburgo a Bruselas , pasando por Capellen, fue construida en 1790. Desde 1796, Cap y Capellen quedaron bajo la jurisdicción de Mamer.
Cuando Luxemburgo se dividió en cantones en 1840, como resultado de las disputas entre Mamer y Koerich, se decidió que el cantón debe ser nombrado Capellen, y que  Capellen debe convertirse en su capital.

## Capellen hoy
Capellen ha prosperado en los últimos 40 años, primero como resultado de la creación de NSPA con personal de todos los países de la OTAN, y luego como una zona residencial para los que trabajan en la ciudad de Luxemburgo. Con el reciente desarrollo del Parc d'Activités, muchas empresas financieras y la tecnología ahora tienen oficinas en Capellen. Todo esto ha dado lugar a la apertura de un gran supermercado, una oficina de correos, una farmacia y varios restaurantes de la localidad. También hay un gran centro comunitario junto a la iglesia y la escuela primaria.
Capellen también alberga la Ligue HMC, una asociación que ofrece formación profesional innovadora y de empleo para las personas con discapacidad mental.
Hay servicios de autobuses frecuentes a la ciudad de Luxemburgo y a varios lugares al oeste. La autopista A6 o E25 ruta europea de Luxemburgo a Bruselas atraviesa Capellen
- Datos: Q1988543
- Multimedia: Capellen / Q1988543